# 육군항공본부
육군항공본부(일본어: 陸軍航空本部 리쿠군코쿠혼부[*], 영어: Imperial Japanese Army Aviation Bureau)는 일본 제국 육군 항공대의 군정과 교육을 총괄하던 기관으로, 육군대신이 관할하는 육군성의 하위기관 중 하나이다.

## 역사
1938년 12월 10일, 군령 제21호 "육군항공총감부령"의 시행에 따라 육군항공총감부가 설립되었다.
1945년 4월 15일, 모든 작전부대의 군령권을 행사할 수 있는 항공총군이 설립되었고, 육군항공총감부는 필요없어지게 됨에 따라 군령육 제10호 "陸軍航空総監部令ノ適用停止ニ関スル件→육군항공총감부령의 적용정지에 관한 건"에 따라 폐지되었다. 
1945년 4월 18일, 칙령 제228호에 따라 "육군항공본부개정"이 시행되었다.
8월 14일, 어전회의에서 포츠담 선언의 요구를 받아들임에 따라 다음 8월 15일에 단파 방송을 통해 옥음방송이 송신되자, 본부장 데라모토 구마이치는 자결하였다. 그리고 각 부서의 업무는 기밀정보의 소각 및 폐기, 정리로 전환되었다. 이후, 11월 15일까지 항공총군사령관이 대리본부장을 맡았고, 칙령 제631호의 시행에 따라 육군성이 폐지되고, 제1복원청으로 대체되자, 육군항공본부 또한 데라다 세이이치 중장이 부서장을 맡고 있던 육군항공본부잔업정리부(陸軍航空本部残務整理部)를 남기고 함께 폐지되었다.

## 조직 구조
- 총무부
  - 서무과
  - 총무과
  - 조사과
  - 제1과;  ~ 1942년 10월 10일
  - 제2과;  ~ 1942년 10월 10일
- 교육부; 1942년 10월 10일
  - 제1교육과
  - 제2교육과
- 보급부; 1935년 8월 1일, 외국인 육군항공창으로 분리.; 1945년 4월 18일, 부서 재설립. ~ 종전
  - 보급과
  - 기재과
  - 비행기과
  - 병기과
  - 장비과
- 기술부; 1935년 8월 1일, 외국인 육군항공기술연구소로 분리.; 1945년 4월 18일, 부서 재설립. ~ 종전
  - 기술과
- 경리부; 1942년 10월 10일 ~ 종전
  - 경리과
  - 시설과
- 의무부; 1942년 10월 10일 ~ 종전

- 제1부, 항공학교 운영, 시설 및 통신
- 제2부, 항공병기 및 연료의 표준화 및 보급, 수리 지불, 조사, 연구
- 제3부, 경리회계 및 비행장 부지 설정 건축
- 정비부; 1942년 10월 10일 ~ 1945년 4월 18일
- 검사부; 1935년 감찰관 소관 부서가 됨.

### 외국
- 육군항공기술연구소(일본어판), 옛 기술부
- 육군항공창, 옛 보급부

## 역대 수장

### 육군항공부
| #    | 계급 | 이름              | 취임일           | 이임일          | 특이사항                         |
| ---- | ---- | ----------------- | ---------------- | --------------- | -------------------------------- |
| 초대 | 소장 | 이노우에 이쿠타로 | 19191년 4월 15일 | 1923년 3월 10일 | 1920년 8월 10일에 중장으로 승진. |
| 3대  | 중장 | 시로키와 요시노리 | 1923년 3월 10일  | 1923년 8월 6일  |                                  |
| 3대  | 중장 | 야스미쓰 긴이치   | 1923년 8월 6일   | 1925년 5월 1일  |                                  |

### 육군항공본부
| #      | 계급 | 이름                      | 취임일           | 이임일           | 특이사항                                                               |
| ------ | ---- | ------------------------- | ---------------- | ---------------- | ---------------------------------------------------------------------- |
| 초대   | 중장 | 야스미쓰 긴이치           | 1925년 5월 1일   | 1926년 7월 28일  |                                                                        |
| 2대    | 중장 | 이노우에 이쿠타로         | 1926년 7월 28일  | 1927년 2월 16일  | 1927년 2월 16일에 대장으로 승진.                                       |
| 3대    | 중장 | 와타나베 조타로           | 1927년 2월 16일  | 1930년 6월 2일   |                                                                        |
| 4대    | 중장 | 후루야 기요시             | 1930년 6월 2일   | 1931년 8월 1일   |                                                                        |
| 5대    | 대장 | 와타나베 조타로           | 1931년 8월 1일   | 1933년 3월 18일  | 군사참의관 겸임                                                        |
| 6대    | 중장 | 스기야마 하지메           | 1933년 3월 18일  | 1934년 8월 1일   |                                                                        |
| 7대    | 중장 | 호리 다케오               | 1934년 8월 1일   | 1935 년 12월 2일 |                                                                        |
| 8대    | 중장 | 하타 슌로쿠               | 1935년 12월 2일  | 1936년 8월 1일   |                                                                        |
| 9대    | 중장 | 후루쇼 모토오             | 1936년 8월1 일   | 1937년 8월 2일   |                                                                        |
| 10대   | 중장 | 히가시쿠니노미야 나루히코 | 1937년 8월 2일   | 1938년 4월 30일  | 군사참의관 겸임                                                        |
| -      | -    | -                         | 1938년 4월 30일  | 1938년 6월 18일  | 결원                                                                   |
| 11대   | 중장 | 도죠 히데키               | 1938년 6월 18일  | 1940년 7월 22일  | 항공총감부 부장, 육군차관 겸임                                         |
| 12대   | 장장 | 야마시타 도모유키         | 1940년 7월 22일  | 1941년 12월 10일 | 항공총감부 부장, 독일 파견항공시찰단 단장(1940년 12월~1941년 6월) 겸임 |
| (대행) | 중장 | 스즈키 요리미치           | 1940년 12월 10일 | 1941년 6월 9일   | 본부장 대행, 총무부 부장 및 항공총감부 부장                            |
| 13대   | 대장 | 도비하라 겐지             | 1941년 6월 9일   | 1943년 5월 1일   | 항공총감부 부장 겸임                                                   |
| 14대   | 중장 | 야스다 다케오             | 1943년 5월 1일   | 1944년 3월 28일  | 항공총감부 부장, 다마 육군기술연구소 소장 (1943년 6월~) 겸임           |
| 15대   | 대장 | 우시로쿠 쥰               | 1944년 3월 28일  | 1944년 7월 18일  | 항공총감부부 부장, 군사참의관, 참모차장 겸임                           |
| 16대   | 중장 | 스가와라 미치오           | 1944년 7월 18일  | 1944년 12월 26일 | 항공총감부부 부장 및 교도항공군 사령관 겸임(1944년 8월 8일~)           |
| 17대   | 대장 | 아나미 고레치카           | 1944년 12월 26일 | 1945년 4월 7일   | 항공총감부부 부장 및 군사참의관 겸임                                   |
| 18대   | 중장 | 데라모토 구마이치         | 1945년 4월 7일   | 1945년 8월 15일  | 본부장 대리(4월 7일 ~ 4월 18일), 육군항공조사부 부장 항공총감부장 대리 |
| 19대   | 대장 | 가와베 마사카즈           | 1945년 8월 16일  | 1945년 11월 15일 |                                                                        |

## 같이 보기
- 해군항공본부